# رونی توما
رونی توما (انگلیسی: Ronny Toma؛ زادهٔ ۲۱ سپتامبر ۱۹۸۳) بازیکن فوتبال اهل ایتالیا است.
از باشگاه‌هایی که در آن بازی کرده‌است می‌توان به باشگاه فوتبال آ.ث. میلان، باشگاه فوتبال اینتر میلان، و باشگاه فوتبال یو. اس. پرگولیتزه اشاره کرد.